# Lori Alan
Laurel lori Alan Denniberg (nascida em 18 de Julho de 1966) às vezes creditada como Lori Alan, é mais recentemente conhecida por sua dublagem como a personagem The Boss em Metal Gear Solid 3: Snake Eater, que foi um jogo lançado para PlayStation 2, além de também outros trabalhos como em Family Guy (dublando a personagem Diane Simmons), várias vozes de Hey Arnold! e SpongeBob SquarePants (como Pearl). Lori também trabalhou em um episódio de Friends, intitulado como The One Where Monica Sings, na 9ª temporada. Lori fez a voz das sobrancelhas de Joey (Matt LeBlanc) em uma cena e teve 4 falas. Além da dublagem, Lori é uma comediante da stand up.
A irmã de Alan, Lisa Manning, é uma radialista veterana em Nashville, Tennessee e atualmente está trabalhando como co-apresentadora no programa matutino WVNS-FM.